# Maxicoffee
Maxicoffee (stylisé MaxiCoffee) est un groupe français spécialiste de l’univers du café (torréfaction, école des métiers du café, cafés, machines, accessoires, thés, chocolats, services).

## Historique
Maxicoffee est fondée en 2007 par Jean-Charles Krompholtz (cofondateur de Boursorama), Fabien Folio et Lionel Galut à La Teste-de-Buch. Alors que le marché est porté par l'essor des dosettes de café, l'entreprise mise sur la distribution de café en grain en ligne. L'entreprise s'installe à Mios et ouvre un premier concept store à La Teste De Buch.
De son côté, Christophe Brancato débute dans l'univers du café en 1993, via un contrat d'apprentissage chez SGDA, acteur provençal du café hors domicile. Il monte progressivement directeur commercial et acquiert l'entreprise en 2002. Le chiffre d'affaires est alors de 4,5 millions d'euros, essentiellement porté sur le Sud de la France. Le contexte de structuration du marché pousse la création du consortium Dalliance, créé avec sept entrepreneurs pour répondre aux marchés nationaux en 2007. Entre 2003 et 2012, Brancanto acquiert de nombreux acteurs de l'univers du café pour obtenir une couverture opérationnelle nationale, et la société désormais sous le nom de Daltys représente alors 1 000 salariés et 120 millions d'euros de chiffre d'affaires annuel, principalement positionné sur le secteur commerce entreprise à entreprise,.
En 2018, Daltys rachète MaxiCoffee.com, le groupe prenant le nom de MaxiCoffee. En 2021, un second concept-store ouvre à Plan de Campagne.
En novembre 2022, le groupe Lavazza présente une offre d'achat de MaxiCoffee. Le 31 mars 2023 après l'approbation de la Direction Générale de la concurrence, de la consommation et de la répression des fraudes, l'acquisition est actée.

## Récompenses
- Le magazine Capital et l'institut Statista placent MaxiCoffee à la première place du classement de la meilleure expérience d'achat en ligne dans la catégorie « Café et Thé » et la première place dans la catégorie « Alimentation » tous les ans, depuis 2018[8],[9].